# Antily
Antily (španělsky Antillas, anglicky a francouzsky Antilles) je souostroví, které představuje dominantní část Karibiku. Ze severu a východu jsou omývány Atlantským oceánem, z jihu Karibským mořem. Celková rozloha je cca 211 000 km².

## Poloha
Pás ostrovů se táhne v délce 4500 km. Nejvyšším vrcholem je Pico Duarte (3087 m) v Dominikánské republice. V minulosti a zřídka i v současnosti používaný souhrnný zeměpisný název pro Antily a Bahamy je „Západní Indie“ či „Západoindické ostrovy“.

## Členění
Člení se na Velké a Malé Antily.
Největšími ostrovy jsou:
- Kuba – 105 006 km²
- Hispaniola – 76 480 km²
- Jamajka – 10 911 km²
- Portoriko – 9 104 km²
- Trinidad – 4 769 km²